# Pristimantis ameliae
Pristimantis ameliae es una especie de anfibio anuro de la familia de las Craugastoridae.

## Distribución
Esta especie es endémica estatal de Mérida, Venezuela. Se encuentra a 2500 m de altitud sobre la vertiente de la Sierra de la Culata.

## Descripción
El macho mide 23,4 mm y la hembra mide 26,3 mm.

## Etimología
Esta especie está nombrada en el honor de Amelia Díaz de Pascual, colega y colaboradora de su descubridor.